# Guy de La Panouse
Guy de La Panouse, mort le 21 avril 1471 à Chanac, est un évêque français. Il fut évêque de Mende entre 1443 et 1468. L'accession à ce dernier évêché lui avait également conféré le titre de comte de Gévaudan, ce titre étant dévolu aux évêques de Mende, depuis l'acte de paréage signé en 1307 par le roi et Guillaume VI Durand.

## Biographie
Guy de La Panouse est le fils d'un noble du Rouergue, Jean Ier de la Panouse, seigneur de Loupiac, sénéchal de Carcassonne. Il effectue ses études à Avignon puis à Montpellier et obtient son baccalauréat en 1428.
Il devient alors chanoine de Rodez et est même vicaire général de l'évêque Guillaume de la Tour. Entre 1436 et 1443 il est également prêtre et archidiacre de Conques.
Le 8 septembre 1443, il est élu à l'unanimité par le chapitre de Mende, recommandé par le Pape, comme successeur d'Aldebert IV de Peyre à la tête de l'évêché de Mende. Cependant, l'élection n'est validée qu'en novembre par la papauté. Son entrée dans la cité épiscopale se fait par un grand défilé, où le nouvel évêque était à la tête d'un millier de chevaliers.
Le 20 avril 1444, il est transféré à l'évêché de Cahors, et le diocèse de Mende se prépare à la vacance du siège en nommant un administrateur, mais le transfert est finalement annulé.
D'un âge assez avancé, Guy craint que l'évêché et le comté de Gévaudan passe dans les mains d'une autre famille, notamment celle de Peyre dont Astorg, prévôt du diocèse. Il décide donc, au début de l'année 1468 de résigner en faveur de son neveu Antoine de La Panouse. Ce dernier prend la tête de l'évêché le 11 février 1468. Guy devient lui archevêque de Damas, et se retire dans le château de Chanac, résidence d'été des évêques de Mende. Il meurt le 21 avril 1471 et est inhumé en l'église de Chanac.